# Міністерство закордонних справ Катару
Міністерство закордонних справ Катару, МЗС Катару (араб. وزارة خارجية دولة قطر) — міністерство, відповідальне за зовнішні відносини Катару, а також за його дипломатичні зусилля, включаючи підтримку його дипломатичних представництв по всьому світу. Чинним міністром на цей час є Мухаммед бін Абдулрахман Аль Тані.

## Українсько-катарські відносини
Дипломатичні відносини між Україною та Державою Катар установлено 13 квітня 1993 року. Посольство України в Катарі відкрилось з 12 березня 2013 року.

## Історія
Катар був частиною Османської імперії до кінця Першої світової війни, після чого він став протекторатом під британським правлінням . Після досягнення повної незалежності від Сполученого Королівства в 1971 році уряд Катару створив незалежне міністерство закордонних справ.  

## Список міністрів
- 1971–1972: Халіфа бін Хамад Аль Тані
- 1972–1985: Сухайм бін Хамад Аль Тані
- 1985–1989: Ахмед бін Саїф Аль Тані
- 1989–1990: Абдулла бін Халіфа аль-Аттія
- 1990–1992: Мубарак Алі аль-Хатер
- 1992–2013: Хамад бін Джассім бін Джабер Аль Тані
- 2013–2016: Халід бін Мохаммад Аль Аттія
- 2016–т.ч: Мохаммед бін Абдулрахман Аль Тані